# Wrzeciona snu
Wrzeciono snu jest impulsem ukazującym aktywność mózgu widocznym na EEG. Pojawia się ono podczas drugiej fazy snu NREM. Zasięg jego fal wynosi 12–16 Hz, które pojawiają się na 0,5 do 1,5 sekundy.

## Funkcje
Wrzeciona snu (czasami określane jako fale sigma) mogą przedstawić okresy, w czasie których mózg hamuje proces przetwarzania, aby utrzymać śpiącego w spokojnym stanie. Wraz z zespołami K określają specyfikę snu NREM (II). Wrzeciona snu wskazują na początek fazy NREM. Wrzeciona mają często zwężane końce i często widzi się je nad przednim i środkowym rejonem mózgu. Mogą, lecz nie muszą być współbieżne, ale muszą być symetryczne i obustronne.
Wrzeciona snu pojawiają się w wyniku interakcji między komórkami we wzgórzu a korze mózgowej. 